# Кабаньяс-де-ла-Сагра
Кабаньяс-де-ла-Сагра (ісп. Cabañas de la Sagra) — муніципалітет в Іспанії, у складі автономної спільноти Кастилія-Ла-Манча, у провінції Толедо. Населення — 1949 осіб (2010).
Муніципалітет розташований на відстані близько 50 км на південний захід від Мадрида, 17 км на північ від Толедо.

## Демографія
Динаміка населення (INE ):

## Галерея зображень

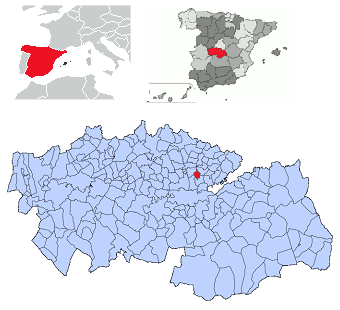
Розташування муніципалітету у провінції Толедо